# Babyrousa togeanensis
Babyrousa togeanensis є найбільшим видом роду бабіруса. Він є ендеміком Тогіанських островів у Індонезії, але до 2002 року вважався підвидом Babyrousa babyrussa. Тогіанська бабіруса всеїдна, харчуючись переважно корінням і опалими фруктами, а також черв'яками та безхребетними. На відміну від інших видів свиней, тогіанська бабіруса не впирається в землю своєю мордою під час пошуку їжі, а натомість її можна побачити, як лапою обриває землю, щоб вирвати рослини.

## Морфологічні особливості
Судячи з порівняння черепів, тогійська бабіруса є найбільшою в роді, однак прямих вимірювань загального розміру тіла немає. Цей вид відрізняється від Babyrousa celebensis густо волохатою китицею хвоста. А подібно до нього, шкіра лише дуже рідко покрита волосками. Натомість Babyrousa babyrussa значно більш волохата. Найбільш разючою особливістю є ікла на верхній щелепі, які, як і в усіх бабірус, виступають угору крізь шкіру та виходять назовні. Проте, порівняно з іншими видами бабірус, вони не вигнуті дугою назад, а відносно короткі та вигнуті вперед. Також є відмінності в будові молярів.

## Спосіб життя
Про їхній спосіб життя відомо небагато. Як і інші бабіруси, ця мешкає у вологих тропічних лісах і віддає перевагу багатим водними рослинами берегам річок і ставків. B. togeanensis також спостерігали на сільськогосподарських угіддях, на околицях сіл, у вторинних лісах і на пляжах. Було показано, що тварини харчуються кореневищами та опалими плодами. Про репродуктивну поведінку практично нічого не відомо. Випадкові спостереження фермерів свідчать про розмір посліду близько 2–3 молодих тварин. Інша соціальна поведінка також детально не вивчена. За словами місцевого населення, тварини бродять поодинці, парами або невеликими групами з одного самця та кількох самок. Зазвичай також є кілька молодих тварин. Більшість спостережень проводиться в ранкові години.

## Загрози й охорона
B. togeanensis чутливі до втрати середовища існування через вирубку лісів і лісові пожежі, до занепокоєння людей, випадкового полювання місцевих жителів, якщо це сприймається як загроза посівам, і хижацтва собак. Полювання за їжею відбувається лише в кількох немусульманських сільських громадах.
У 1931 році всім видам Babirusa було надано повну охорону згідно із законодавством Індонезії. З 2004 року Тогіанські острови були визнані морським національним парком.